# The Raiders (film 1916 Swickard)
The Raiders è un film muto del 1916 diretto da Charles Swickard sotto la supervisione di Thomas H. Ince. Prodotto dalla Kay-Bee Pictures e New York Motion Picture, aveva come interpreti Henry B. Warner, Dorothy Dalton, Henry Belmar, Robert McKim, George Elwell, J. Barney Sherry.

## Trama
Impiegato presso Jerrold Burns, un agente di cambio, Scott Wells sente per caso dal suo principale che questi ha in progetto di rovinare il magnate delle ferrovie David Haldeman. Scott cerca allora di avvertire l'industriale del pericolo, ma non ci riesce perché, nel frattempo, David Haldeman è partito per le vacanze.
Scott decide che l'unica maniera di contrastare i piani di Burns sia quella di batterlo sul terreno borsistico. Ma, per poter agire, ha bisogno di molto denaro che gli viene accordato dalla figlia di Haldeman, Dorothy, di cui ha conquistato la fiducia. Scott impiega tutto il denaro per cercare di battere Burns ma poi scopre che quest'ultimo ha fatto rapire Haldeman. Riesce a salvarlo e a portarlo in Borsa, dove l'industriale riprende in mano la situazione e si salva dai complotti del suo avversario. Alla fine, Scott non ottiene solo la riconoscenza di Haldeman, ma anche la mano di Dorothy.

## Produzione
Il film fu prodotto dalla Kay-Bee Pictures e dalla New York Motion Picture

## Distribuzione
Distribuito negli Stati Uniti dalla Triangle Distributing, uscì nelle sale cinematografiche il 27 febbraio 1916. Il copyright del film, richiesto dalla Triangle, fu registrato il 19 aprile 1916 con il numero LU8103.
Non si conoscono copie ancora esistenti della pellicola che viene considerata presumibilmente perduta.